# Glatigny (Oise)
Glatigny település Franciaországban, Oise megyében. Lakosainak száma 217 fő (2022. január 1.). Glatigny Crillon, Hanvoile, Haucourt, Hodenc-en-Bray, Lhéraule és Villembray községekkel határos.

## Népesség
A település népességének változása:
| Lakosok száma | 220  | 224  | 229  | 228  | 226  | 223  | 221  | 219  | 217  |
|               | 2013 | 2015 | 2016 | 2017 | 2018 | 2019 | 2020 | 2021 | 2022 |